# Сімург (ракета)
«Сімург» (перс. سیمرغ — від імені фантастичної птиці Сімург), друга назва Сафір-2 — іранська ракета-носій легкого класу, яка розробляється. Це друга ракета-носій, розроблена і запущена в Ірані. Першою ступеню використовується перероблена перша ступінь балістичної ракети «Шахаб-5» зі зв'язком із чотирьох рідинних ракетних двигунів за типом «Нодон», а в ролі другої ступені виступає рідинна балістична ракета « Гадр-1».
Ракета-носій Симург дозволяє виводити НОО космічні апарати вагою до 100 кг.

## Історія пусків
| Номер полета | Дата і час (GMT)    | Полезная нагрузка         | Тип    | Результат                   | Комментарий |
| ------------ | ------------------- | ------------------------- | ------ | --------------------------- | --- |
| 1            | 19 квітня 2016 року | Без нагрузки              | Симург | Успіх                       | Тестовий суборбітальний політ |
| 2            | 27 липня 2017 року  | Без нагрузки              | Симург | Аварія                      | Тестовий політ, відмова другого ступеня |
| 3            | 15 січня 2019 року  | Payam-e Amirkabir Nahid-1 | Симург | Аварія                      | Відмова третього ступеня |
| 4            | 9 лютого 2020 року  | Zafar                     | Симург | Аварія                      | Супутник не вийшов на розраховану орбіту |
| 5?           | 12 червня 2021 року | Невідомо                  | Симург | Факт запуску не встановлено | Офіційні органи влади США заявили, що «їм відомо про запуск іранської ракети», при тому, що супутниковий знімок виглядає як запуск. Тем не менш, Міністерство інформаційних і телекомунікаційних технологій Ірану заперечує факт будь-якого запуску. |
| 6            | 30 грудня 2021 року | Три наукових апарата      | Симург | Аварія                      | Іран повідомив про успішне досягнення випробувального польоту, повністю зазначених цілей. Ракета досягла висоти 470 км і швидкості 7350 м/с — але жоден об'єкт не вийшов на орбіту, що не дозволяє здійснити запуск успішним.                        |
| 7            | 28 січня 2024 року  | Махда, Кеян-2, Хатеф-1    | Симург | Успіх                       | Перший успішний орбітальний запуск Simorgh, на орбіту розміром 1100 × 450 км виведено три супутника. Запуск відбувся всього через 8 днів після першого успішного запуску орбітальної ракети-носія Qaem 100.                                          |